# گذرنامه لبنانی

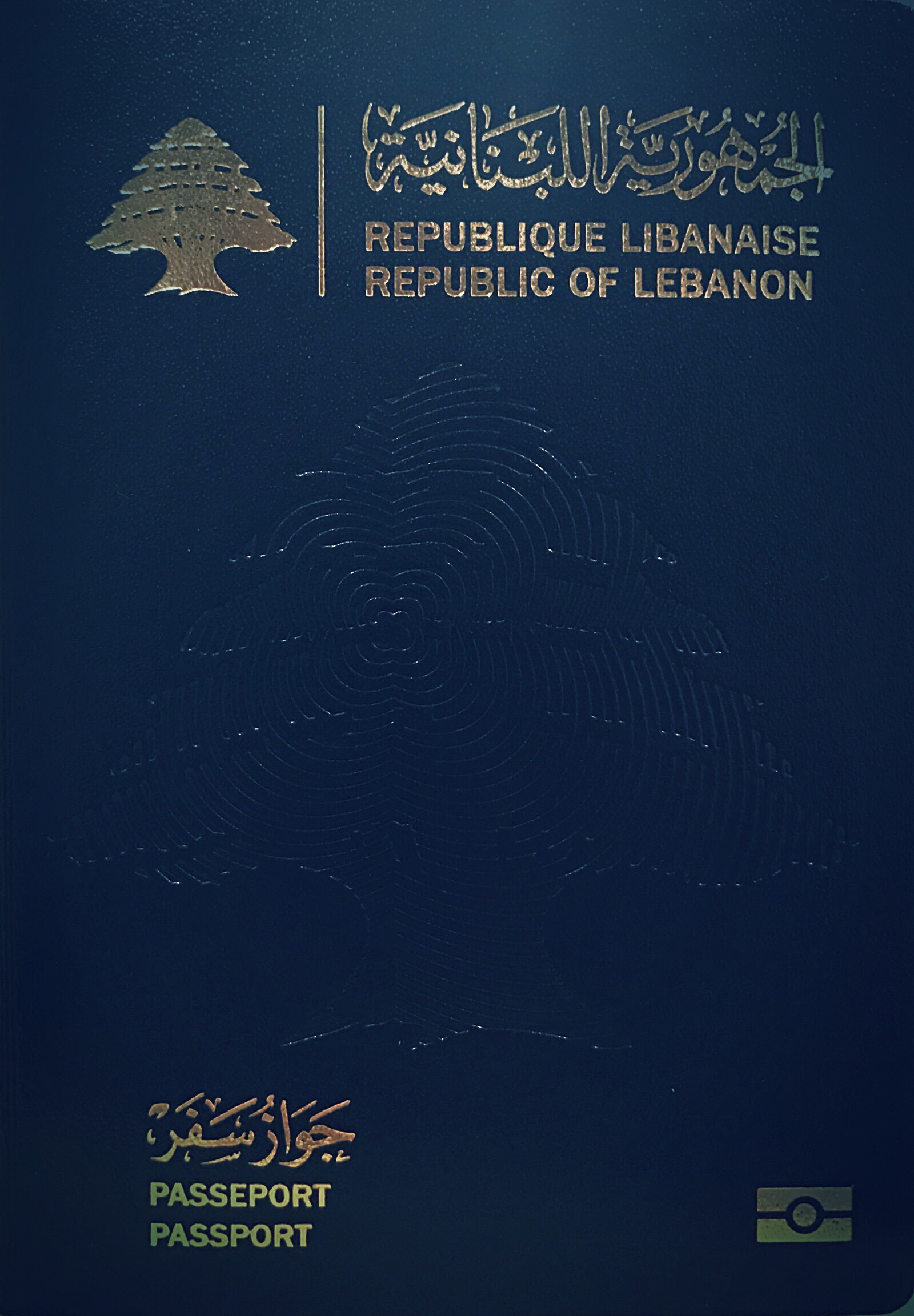
تصویری از گذرنامه لبنانی

گذرنامهٔ لبنانی یک مدرک سفر بین‌المللی است که توسط کشور لبنان صادر می‌شود و بنا بر داده‌های سال ۲۰۲۳، دارندگان آن می‌توانستند به ۴۱ کشور دیگر بدون دریافت ویزا سفر کنند یا ویزا را در بدو ورود دریافت نمایند. این گذرنامه بر اساس رتبه‌بندی شاخص گذرنامهٔ هنلی در سال ۲۰۲۳ در رتبهٔ ۱۰۱ قرار داشت.